# Mount Baker National Recreation Area
Das Mount Baker National Recreation Area ist ein National Recreation Area im Whatcom County im US-Bundesstaat Washington. Es liegt etwa 24 km südlich der Grenze zwischen den Vereinigten Staaten und Kanada inmitten des Mount Baker-Snoqualmie National Forest. Die nächstgelegene Stadt ist Concrete.
Das Erholungsgebiet wurde 1984 durch ein Gesetz des US-Kongresses etabliert, vorrangig um an den Südhängen des Mount Baker die Nutzung von Schneemobilen während der Wintermonate zu ermöglichen. Es gibt außerdem viele Wanderwege in diesem Gebiet. Das Mount Baker NRA liegt in Nachbarschaft zur Mount Baker Wilderness, wo die Nutzung der Schneemobile nicht erlaubt ist.

## Quelle
- Mount Baker National Recreation Area – Offizielle Website (englisch)